# رودريغو لياو
رودريغو لياو (بالبرتغالية: Rodrigo Leão‏) (و. 1964 – م) هو ملحن، وموسيقي من البرتغال. ولد في لشبونة.

## وصلات خارجية
- رودريغو لياو على موقع IMDb (الإنجليزية)
- رودريغو لياو على موقع قاعدة بيانات الأفلام العربية
- رودريغو لياو على موقع ألو سيني (الفرنسية)
- رودريغو لياو على موقع ميوزك برينز (الإنجليزية)
- رودريغو لياو على موقع أول موفي (الإنجليزية)
- رودريغو لياو على موقع قاعدة بيانات الأفلام السويدية (السويدية)
- رودريغو لياو على موقع أول ميوزيك (الإنجليزية)
- رودريغو لياو على موقع ديسكوغز (الإنجليزية)
- رودريغو لياو على موقع قاعدة بيانات الفيلم (الإنجليزية)
- رودريغو لياو على موقع كينوبويسك (الروسية)